# Ilf și Petrov
Ilia Ilf (pseudonimul lui Ilia Arnoldovici Feinzilberg, în rusă Илья Арнольдович Файнзильберг, în ucraineană Ієхієл-Лейб Арно́льдович Файнзільберг, n. 15 octombrie 1897 – d. 13 aprilie 1937) și Petrov (pseudonimul lui Evghenii Petrovici Kataev, în rusă Евгений Петрович Катаев, în ucraineană Євген Петрович Катаєв, n. 13 decembrie 1903 – d. 2 iulie 1942) au fost doi scriitori ruși satirici, care au colaborat la o serie de romane, povestiri, foiletoane și schițe satirice.
În cele mai valoroase scrieri ale lor — Douăsprezece scaune (în rusă Двенадцать стульев, 1928) și Vițelul de aur (în rusă Золотой телёнок, 1931) — ei critică birocrația, lăcomia, noii profitori din perioada NEP-ului.
Cei doi au scris mult împreună, fiind aproape mereu menționați sub numele de "Ilf și Petrov".

## Elemente biografice
Amândoi s-au născut în Odesa. În urma unei călătorii în Statele Unite, Ilf și Petrov au editat cartea America fără etaje (în rusă Одноэтажная Америка, 1936).
Ilf și Petrov au debutat separat, cu scurte povestiri publicate în presa sovietică. S-au cunoscut în 1925 în redacția publicației Gudok (Sirena), organ al sindicatului feroviarilor unde a publicat și Mihail Bulgakov.
Primul roman (1928) a cunoscut un uriaș succes dar a generat reticență din partea editorilor sovietici, astfel că publicarea celui de-al doilea (1931) se spune că a fost posibilă doar în urma intervenției personale a lui Maksim Gorki.
În ce privește activitatea separată, Ilf este autorul culegerii Note de caiet (editată post-mortem în 1939), iar Petrov a scris comedia satirică Insula păcii (1939, publicată în 1947), Jurnalul de pe Front (1942) și câteva scenarii de teatru.
Între anii 1932-1937, Ilf și Petrov au scris articole pentru ziarul Pravda.
Petrov a luptat în al doilea război mondial în Armata Roșie și a fost decorat cu ordinul Lenin.
Cea care promovează în prezent scrierile celor doi tați ai ei este fiica lui Ilf, Alexandra, care lucrează la o editură, traducând în limba engleză texte. De exemplu, datorită ei s-a publicat o ediție completă foarte apreciată a romanului Douăsprezece scaune.

## Opere
Romane
- Douăsprezece scaune
- Vițelul de aur

Proză scurtă
- Neobișnuitele istorii din viața orașului Kolokolamsk
- O personalitate luminoasă (Funcționarul invizibil)
- O mie și una de zile, sau Noua Șeherazadă

Jurnal de călătorie
- America fără etaje

## Ostap Bender
Ostap Bender, cu patronimul improbabil Ibraghimovici, este personajul principal al celor două romane.
Un cetățean de vreo 28 de ani (Douăsprezece scaune) sau cam 30 de ani (începutul romanului Vițelul de aur; de unde se induce ideea acțiunii în timp real), ajuns la vârsta lui Iisus Hristos (cum îi declara personajului Zoia Sinițkaia spre sfârșitul cărții a doua), cu oarecari antecedente penale, fără ocupație și fără familie („-Semăn eu a om care poate să aibă rude?”), Ostap este „Mare Maestru al Combinațiilor”, „Comandor”, „Medic activist pe tarâm social”, sau chiar “Grossmeister” de șah
Ostap Bender colindă în Douăsprezece scaune mari întinderi ale spațiului sovietic, alături de fostul mareșal al nobilimii Kisa Vorobianinov (în căutarea fericirii în sumă de una sută cincizeci mii ruble zero zero kopeici). Este ucis, apoi învie în urma unui evocat remarcabil efort medical în al doilea roman, Vițelul de aur, roman în care străbate Uniunea de la Arbatov la Cernomorsk, apoi pe șantierul feroviar transsiberian, ajungând la ultima filă în Moldova.
Ostap Bender, fiu de supus turc, șarlatan pașnic, ce rar întrebuințează forța sau amenințarea cu forța, escroc sentimental (care se însoară cu văduva Grițațueva și o seduce pe Zoia Sinițkaia, omul iubit de gospodine și funcționare), este animat de o dorință perpetuă de îmbogățire.
El este înconjurat de o pleiadă de personaje diverse, abil desenate: Alexandr Ivanovici Koreiko, Balaganov, Panikovski, Vorobianinov, Vasisuali Lohankin, Elocika, armata de funcționari de la Hercules, apariții episodice, pasagere, unele evocate, citate, menționate în diverse pilde.
Ostap Bender a devenit atât de notoriu în spațiul sovietic încât are statui, medalii, timbre care îl infățișează, fictiv sau în persoana actorilor care i-au jucat rolul.

## Traduceri în limba română
Romanele clasice ale cuplului de autori au fost traduse de Tudor Mușatescu și Ion Mihail, dimpreună cu o parte din povestiri. Traducerea din limba rusă și adaptarea sunt excepționale, comparabile cu genialele traduceri care au adus publicului cititor în limba română pe François Villon (Romulus Vulpescu), Mario Vargas Llosa (Mihai Cantuniari), Stefan Heym (Mihai Isbășescu) sau Boris Leonidovici Pasternak (Marin Sorescu).
Traducerea lui Tudor Mușatescu este cea folosită în majoritatea editărilor.
Textele publicate de către Editura Polirom sunt revizuite de Ana-Maria Brezuleanu.
Culegerea 1001 de zile sau Noua Șeherezadă (Polirom) conține texte traduse de Adriana Liciu, cea căreia îi aparțin și notele.

## Ediții în limba română
Douăsprezece scaune și Vițelul de aur au fost publicate de Editura Univers în Colecția Romanul Secolului XX în 1971.
Atitudine disprețuitoare față de stomac, Editura Univers, 1979, cuprinde povestiri scrise de Ilia Ilf, povestiri de Evgheni Petrov, primele încercări de scriere împreună, caietele de notițe ale lui Ilf, Petrov, Ilf și Petrov, povestirea O personalitate luminoasă (Funcționarul invizibil) și nuvela 1001 de zile sau Noua Șeherezadă.
În anul 1993, Editura Point din Târgu Jiu editează Douăsprezece scaune și Vițelul de aur (ISBN 973-96201-0-8, respectiv 973-96201-1-6).
Editura Rao scoate în 2006 Douăsprezece scaune (ISBN 9789735766726) și Vițelul de aur (ISBN 9789735766733) în ediție de lux, în colecția Opere XX.
Editura Polirom publică în 2010 America fără etaje (ISBN 9789734617425), în colecția Proza XX; în 2011, în aceeași colectie, 1001 de zile sau Noua Șeherezadă (ISBN 9789734622566), volum ce conține alături de povestirea ce dă titlul culegerii, O personalitate luminoasă, Neobișnuitele istorii din viața orașului Kolokolamsk, o dublă autobiografie și câteva zeci de texte scurte; în 2012, în aceeași colecție, Douăsprezece scaune (ISBN 9789734624324) și Vițelul de aur (ISBN  9789734624331), iar în anul 2013 reeditează Atitudine disprețuitoare față de stomac (în traducerea lui Mușatescu, Atitudine nepăsătoare față de stomac ISBN 9789734641826).

## În cinematografie
Prima adaptare-ecranizare a romanului Douăsprezece scaune este, în mod surprinzător, o coproducție ceho-poloneză, Dvanact kresel, 1933.
În 1938, în Germania nazistă se turnează Dreizehn Stuhle. Echipa filmului a rămas în parte anonimă, probabil din cauza originii evreiești a artiștilor. Nici autorii cărții după care s-a realizat adaptarea nu sunt menționați, din cauza faptului că Ilia Ilf a fost evreu.
În Brazilia se realizează un film pe tema romanului în 1957, iar Douăsprezece scaune (film din 1962) (Las doce sillas) în Cuba.

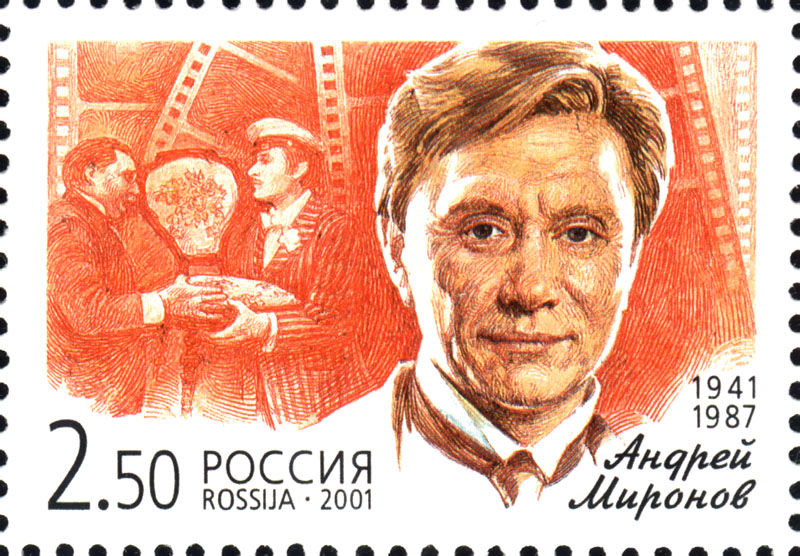
Timbru emis de Federația Rusă în 2001reprezentându-l pe Andrei Mironov în rolul lui Ostap Bender

În URSS s-au turnat două ecranizări: 12 scaune (film 1971) (în rusă: 12 стульев), regizat de Leonid Gaidai cu Archil Gomiashvili, și o miniserie în 1976, regizată de Mark Zaharov, cu Andrei Mironov în rolul lui Ostap Bender.
În anul 1945 se transpune pe peliculă, în Statele Unite, adaptarea după Douăsprezece scaune, intitulată It’s In The Bag, de Richard Wallace, cu Fred Allen, Jack Benny și Don Ameche, după un scenariu colectiv (Lewis Foster și alții).
În 1970, Mel Brooks regizează Douăsprezece scaune (The Twelve Chairs) cu Frank Langella, Dom DeLuise și Ron Moody, pe un scenariu de Mel Brooks și Doris Mudie (cea care a și tradus textul rusesc în limba engleză).
Vițelul de aur a fost de două ori transpus în spațiul rus în film serial: prima dată în 1968, în URSS, regizor Mihail Shveitzer, cu Serghei Yurski în rolul lui Bender și Evgheni Ievstigneiev în rolul lui Koreiko, iar a doua oară în Rusia anului 2006, în regia Ulianei Silkina, cu starul Oleg Mensikov (Ostap Bender), prezentat la scurt timp de la premiera rusească și în România de Televiziunea publică.
În anul 2013, o echipa rusă sub conducerea lui Roman Liberov a realizat filmul Ilfipetrov, o producție mixed-media în care sunt utilizate filmări de arhivă, animație, filmări noi în maniera epocii, grafică de calculator.
Animația are la bază pictura lui Alexander Labas, un artist avangardist din anii 1920 - 1930. Muzica e semnată de Dmitri Khoronko, un muzician de jazz din Sankt Petersburg. Serghei Makovetski dă vocea lui Ilf iar Igor Zolotovitski pe cea a lui Petrov.